# Keres
|  | Pel que fa a uns esperits de la mitologia grega vegeu Keres (mitologia). |

Keres és una família lingüística de les llengües ameríndies, molt relacionada amb els indis pueblo de Nou Mèxic (EUA). Cadascuna d'elles és intel·ligible per la resta del grup. Hi ha diferències significatives entre el grup occidental i l'oriental.

## Divisió familiar
El nombre de parlants totals, segons el cens dels Estats Units de 2000, era de 13.172 parlants.
- Dialectes orientals: un total de 4.580 parlants (cens 1990)
  - Cochiti: 384 parlants (1990)
  - San Felipe-Santo Domingo: 
    - San Felipe: 1.560 parlants (1990)
    - Santo Domingo: 1.880 parlants (1990)

  - Zia-Santa Ana: 
    - Zia: 463 parlants (1990)
    - Santa Ana: 229 parlants (1990)
- Dialectes occidentals: total de 3.391 parlants (1990)
  - Acoma: 1.696 parlants (1980)
  - Laguna: 1.695 parlants (1990)

## Relacions Genètiques
La classificació de les llengües keres no és concloent, alguns autors les consideren una petita família de llengües sense parentius clars amb altres famílies. D'altra banda un bon nombre d'autors ha apuntat a possibles parentius:
- Sapir (1929) les va agrupar en la família de llengües hoka i llengües siouan.
- Swadesh (1956) va suggerir una connexió amb la llengua wichita[2] que pertany a la família caddo.
- Greenberg va agrupar a les llengües Keres amb les llengües macro-sioux, coneixent-se aquesta proposta com a hipòtesi keresiux (Keresiouan).[2]

Totes aquestes propostes van ser àmpliament rebutjades pels especialistes. Més recentment Irvine Davis (1979) va assenyalar una petita llista de possibles cognats entre el proto-keres (pK) i el keres de Santa Ana (KSA) d'un costat i el proto-utoasteca (pUA) de l'altra banda:
(1) pUA *ko- 'comer' / PK *-gU 'mossegar'
(2) pUA *muki 'morir' / PK *-mid yIza 'matar'
(3) pUA *kusi 'madera' / PK *gutsI 'fusta'
(4) pUA *ka 'oír' / PK *-ká 'escoltar'
(5) pUA *kawa 'rata' / KSA sgâWašI 'rata'
(6) pUA *ki 'casa' / KSA ʔačínI 'casa'
(7) pUA *ʔaki 'río' / KSA činá 'riu'
On a les formes (6) i (7) presentarien palatalització /k /> /č/ davant la vocal /i/.

## Descripció lingüística

### Fonologia
L'inventari fonològic del proto-keres fou reconstruït per Miller & Davis (1963), a partir de dades de tres llengües keres (Acoma, Santa Ana i Santo Domingo):
|                       |                     | Labial | Dental | Palatal | Retroflexa | Dento- Palatal | Velar |
| --------------------- | ------------------- | ------ | ------ | ------- | ---------- | -------------- | ----- |
| obstruent no-contínua | simple              | *b     | *d     | *dʸ     | *ẓ         | *z             | *g    |
| obstruent no-contínua | aspirada            | *p     | *t     | *č      | *c̣         | *c             | *k    |
| obstruent no-contínua | glotalizada         | *pʼ    | *tʼ    | *čʼ     | (*c̣ʼ)      | *cʼ            | *kʼ   |
| obstruent contínua    | simple              |        | *s     | *š      | *ṣ         |                |       |
| obstruent contínua    | glotalitzada        |        | (*sʼ)  | *šʼ     | *ṣʼ        |                |       |
| Sonant                | simple              | *w     | *r     | *y      |            |                |       |
| Sonant                | glotalitzada        | *wʼ    | *rʼ    | *yʼ     |            |                |       |
| Sonant                | simple, nasal       | *m     | *n     |         |            |                |       |
| Sonant                | glotalitzada, nasal | *mʼ    | *nʼ    |         |            |                |       |
La consonant /*c̣ʼ/ només apareix com a al·lòfon de /*ẓ/ o de /*c̣/. Cal tenir en compte que en el quadre anterior s'han usat signes de l'alfabet fonètic americanista que en alguns casos difereix de l'alfabet fonètic internacional i les següents convencions:
- La sèrie /*b, *d, *dʸ, *ẓ, *z, *g/ denota consonants no-aspirades (= AFI [p, t, c, ʈʂ, ts, ɡ])
- La sèrie aquí escrita com p, t, č, c̣, c, k correspon a consonants aspirades (= AFI [pʰ, tʰ, tʃʰ, ʈʂʰ, tsʰ, kʰ])
- La sèrie čʼ, c̣ʼ, cʼ usa l'alfabet americanista (= AFI [tʃʼ, ʈʂʼ, tsʼ])

Entre els canvis morfofonèmics trobats en les llengües keres estan:
| Forma bàsica | Aspirada | Glotalitzada | Palatalitzada |
| ------------ | -------- | ------------ | ------------- |
| d            | t        | tʼ           | dʸ            |
| t            |          |              | č             |
| tʼ           |          |              | čʼ            |
| g            | k        | kʼ           | z             |
| k            |          |              | c             |
| kʼ           |          |              | cʼ            |
| ẓ            | –        | c̣ʼ           | d             |
| c̣            | c̣        | c̣ʼ           | č             |
L'estructura sil·làbica vé donada per la fórmula:
C(C)V